# Xã Garfield, Quận Rush, Kansas
Xã Garfield (tiếng Anh: Garfield Township) là một xã thuộc quận Rush, tiểu bang Kansas, Hoa Kỳ. Năm 2010, dân số của xã này là 103 người.